# Naturally
A Naturally egy dal a Selena Gomez & the Scene amerikai együttestől, Kiss & Tell című debütáló albumukról. Az Egyesült Államokban és néhány országban második, a legtöbb európai országban viszont első kislemezként jelent meg. Producere Antonina Armato és Tim James volt, akik Devrim Karaoglu mellett szerezték a számot. Zeneileg a Naturally egy tempós pop dal, mely elektropop és dance-pop elemekkel egészül ki. A dalszöveg a nem erőltetett érzelmekről és a boldogság legjellemzőbb jeleiről szól. 2010. január 19-én kezdték el sugározni az amerikai rádiók, ezután jelent meg CD formában Európa több országában.
A Naturally többségben pozitív értékeléseket kapott. Top 10-es sláger lett az Egyesült Államokban, Szlovákiában, Magyarországon és Írországban, míg a top 20-as rangot rengeteg más országban is elérte. Miután ezt volt az első számuk, melyet sugároztak a rádiók, 29. lett a Billboard Hot 100, 12. a Pop Songs listán, míg a Hot Dance Club Play listán első helyezésig jutott el. A RIAA (Egyesült Államok) és CRIA (Kanada) platina minősítést ítélt a dalnak. A dalhoz tartozó videóklipben Selena számtalan különböző ruhában jelenik meg. Együttesével olyan eseményeket lépett fel, mint a Dick Clark's New Year's Rockin' Eve with Ryan Seacrest. Az About.com "2010 100 legjobb pop dala" elnevezésű listáján 84. helyezést ért el.

## Kereskedelmi fogadtatás
A Billboard Hot Digital Songs listán 65. helyen debütált a dal, és 34. helyezésig jutott el. A Hot Shot Debut listán 2010. január 9-én 39. helyezéssel nyitott, ugyanakkor 29. helyig mászott a Hot 100-on és 18. helyezést ért el a Canadian Hot 100-on. 2010. február 13-án - miután a dalt elkezdték sugározni az amerikai rádiók - Hot Dance/Club Play Songs lista első helyét érte el a kislemez. A RIAA platina minősítést ítélt a dalnak 1 000 000 eladott példány után. 2012. áprilisára ez a szám már 1 854 000 lett. Kanadában is platina minősítést ért el 80 000 eladás után.
A Naturally az ausztrál kislemezlista 46. helyén debütált. Az új-zélandi listán 20. hellyel nyitott. A brit kislemezlistán 7. hellyel nyitott, és a csúcshelyezése is ez maradt. Ez a dal lett a második top 10-es Disney sztártól kiadott szám Hilary Duff Wake Up című dala óta, mely szintén hetedik helyig jutott. Számtalan európai ország listáján jelent meg, top 10-es lett Magyarországon és Írországban, de helyezett lett többek között Ausztriában, Németországban, Belgiumban és Svájcban is. 19. pozíciót ért el az European Hot 100-on.

## Videóklip
A dalhoz tartozó videóklippet 2009. november 14-én forgatták, majd december 11-én debütált a Disney Channel műsorán a Phineas and Ferb Christmas Vacation után. A kisfilm effektjei sokkal összetettebbek voltak, mint a Falling Down videójában. Gomez szerint „A videó teljesen más mint bármelyik másik melyet azelőtt csináltam,” majd hozzátette; „sokkal vadabb ruhák és vidámabb színek jelennek meg benne.” Két másik verzió is megjelent, a Ralphi Rosario Remix és a Dave Audé Remix változatokhoz. Gomez különböző ruhákban jelenik meg fekete és vörös hátterek előtt együttesével együtt. A kisfilmet Chris Dooley rendezte. A rendező Gomez-t „tánckirálynő”-nek nevezte, továbbá szerinte „menőnek és magabiztosnak látszik a videóban.”

## Díjak és jelölések
| Év   | A jelölés tárgya | Kategória             | Eredmény |
| ---- | ---------------- | --------------------- | -------- |
| 2012 | VEVO Certified   | 100 milliós nézettség | Elnyerte |

## Számlista és formátumok
| - Naturally (The Remixes) - EP (US) 1. Naturally (Radio Edit) - 3:08 2. Naturally (Dave Audé Remix) - 4:01 3. Naturally (Ralphi Rosario Remix) - 3:39 4. Naturally (Disco Fries Remix) - 3:57 - Brit iTunes kislemez 1. Naturally (UK Radio Mix) - 3:05 2. Naturally (Instrumental) - 3:22 | - Brit Remixes - EP 1. Naturally (Dave Audé Club Mix) - 7:43 2. Naturally (Ralphi Rosario Extended Mix) - 9:07 3. Naturally (Disco Fries Extended Mix) - 5:26 - Brit Radio Mix - Promo CD kislemez 1. Naturally - 3:05 - Német CD kislemez 1. Naturally - 3:08 2. Kiss & Tell - 3:17 |

## Közreműködők
- Dalszerzők: Antonina Armato, Tim James, Devrím Karaoglu
- Produkció: Antonina Armato, Tim James, Devrím Karaoglu (co-production)
- Keverés: Tim James, Paul Palmer

Forrás:

## Slágerlistás helyezések és minősítések
| Kislemezlista (2010)                         | Legjobb helyezés |
| -------------------------------------------- | ---------------- |
| Ausztrália (ARIA)                            | 46               |
| Ausztria (Ö3 Austria Top 75)                 | 37               |
| Belgium (Ultratop 50 Flandria)               | 7                |
| Belgium (Ultratop 40 Vallónia)               | 10               |
| Kanada (Canadian Hot 100)                    | 18               |
| European Hot 100 Singles                     | 19               |
| Németország (Media Control AG)               | 14               |
| Magyarország (Single Top 10)                 | 4                |
| Írország (IRMA)                              | 7                |
| Új-Zéland (RIANZ)                            | 20               |
| Skócia (Official Charts Company)             | 5                |
| Szlovákia (IFPI)                             | 2                |
| Spanyolország (PROMUSICAE)                   | 36               |
| Svédország (Sverigetopplistan)               | 56               |
| Svájc (Schweizer Hitparade)                  | 54               |
| Egyesült Királyság (Official Charts Company) | 7                |
| Billboard Hot 100                            | 29               |
| Hot Dance Club Songs                         | 1                |
| Pop Songs                                    | 12               |
| Radio Songs                                  | 31               |

| Kislemezlista (2010)            | Helyezés |
| ------------------------------- | -------- |
| Belga (Flandria) kislemezlista  | 53       |
| Belga (Vallónia) kislemezlista  | 70       |
| Canadian Hot 100                | 89       |
| Billboard Dance/Club Play Songs | 27       |
| Billboard Hot 100               | 77       |

| Ország           | Minősítés |
| ---------------- | --------- |
| Kanada           | Platina   |
| Egyesült Államok | Platina   |

### Első helyezések
| Előző Jennifer Lopez - Louboutins | Billboard Hot Dance Club Songs kislemezlista első helyezettje 2010. április 10. | Következő Ono – Give Me Something |

| Előző Blake Lewis - Heartbreak on Vinyl | Billboard Hot Dance Airplay kislemezlista első helyezettje 2010. május 29. | Következő Edward Maya és Vika Jigulina – Stereo Love |

## Megjelenések
| Ország             | Dátum             | Formátum           | Verzió                   |
| ------------------ | ----------------- | ------------------ | ------------------------ |
| Egyesült Államok   | 2010. február 1.  | Digitális letöltés | Disco Fries Remix        |
| Ausztrália         | 2010. február 2.  | Digitális letöltés | Disco Fries Remix        |
| Belgium            | 2010. február 26. | Digitális letöltés | Rádiós változat          |
| Belgium            | 2010. március 19. | Digitális letöltés | EP                       |
| Belgium            | 2010. március 19. | Digitális letöltés | Album változat / B-oldal |
| Írország           | 2010. április 8.  | Digitális letöltés | Rádiós változat          |
| Írország           | 2010. április 8.  | Digitális letöltés | EP                       |
| Egyesült Királyság | 2010. április 8.  | Digitális letöltés | Album változat           |
| Egyesült Királyság | 2010. április 8.  | Digitális letöltés | EP                       |
| Németország        | 2010. április 9.  | CD kislemez        | Rádiós változat          |

## Fordítás
- Ez a szócikk részben vagy egészben  a   Naturally (Selena Gomez & the Scene song) című angol Wikipédia-szócikk fordításán alapul.  Az eredeti cikk szerkesztőit annak laptörténete sorolja fel. Ez a jelzés csupán a megfogalmazás eredetét és a szerzői jogokat jelzi, nem szolgál a cikkben szereplő információk forrásmegjelöléseként.